# 美國政府獨立機構
美國聯邦政府的獨立機構（英語：Independent agency）是存在於由內閣部長領導的聯邦行政部門之外的那些機構。大多數獨立機構是行政機關的一部份，僅少數是立法或司法機關的一部份。獨立機構依據國會通過的立法成立，並規範該機構的職責，以及制定行政法規的權力。這些機構制定的法規等同於聯邦法律。

## 功能特徵
獨立機構能靠它們的結構性和功能性特徵被從聯邦行政部門和其它行政機構中區分開。國會也能在管理法規中明確指定某些機構為「獨立的」，但功能性的不同有更多的法律重要性。
大多數行政機構有由總統任命的一名單獨的主任、局長或部長，而獨立機構幾乎總有一個有五至七名共享委員會權力的成員組成的委員會或相似的共治機構。（這是許多獨立機構包括詞語「委員會」的原因。）總統任命委員，服從於參議院確認，但他們時常有交錯的任期，并且時常有比通常的四年的總統任期更長的任期，這意味著大多數總統在被給予的總統任期內沒有機會任命所有委員。通常總統能指定哪名委員將擔任主席。通常有成文法條款限制總統解除委員職務的權力，典型地因無能力、怠忽職守(neglect of duty)、瀆職或其它正当理由。另外，大多數獨立機構有在委員會的兩黨成員資格的法規要求，所以總統不能簡單地以他自己的政黨的成員填補空位。
在實際中，在這些委員會成員之間的高流動率意味著大多數總統有機會在總統的第一個任期的最初兩年內填補足夠的空位以在每個獨立機構委員會構成表决多數。在一些著名的例子中，總統發現獨立機構比在行政機構政治任命中的一些持異見者更忠誠，并與總統的意願和政策目標保持步調一致。總統解除獨立機構官員職務的企圖在這個領域產生大多數重要的最高法院法律意見。總統通常有權解除獨立機構的領導的職務，但他們必須滿足解職的法規要求，例如個別人犯瀆職。相比之下，總統能隨意解除普通行政機構領導的職務。
如果獨立機構行使任何像執法那樣的行政權力，並且它們的大多數做了，國會不能參與委員的正常解除進程。按照法律，國會只能直接參與彈劾程序。然而，國會能通過法規限制情況在總統能解除獨立機構的委員職務。國會議員不能在有行政權力的獨立機構擔任委員，國會自己也不能任命委員——憲法的任命條款授予那個權力於總統。然而，參議院通過「建議和贊同」參與任命，它通過聽取和表决總統的獲提名者的確認發生。

## 机构列表

### 根据美国宪法第一条第四款设立的独立机构
- 联邦选举支持委员会（英语：Election Assistance Commission）
  - 联邦选举支援委员会监察长办公室
- 联邦选举委员会
  - 联邦选举委员会监察长办公室

### 根据美国宪法第一条第八款设立的独立机构

#### 行政机构
- 美国行政会议（英语：Administrative Conference of the United States）
- 国家档案和记录管理局
  - 美国总统图书馆办公室
  - 信息安全监督办公室（英语：Information Security Oversight Office）
    - 公共利益解密委员会（英语：Public Interest Declassification Board）

  - 联邦纪事办公室（英语：Office of the Federal Register）

#### 公务员机构
- 考绩制度保护委员会（英语：United States Merit Systems Protection Board）
- 美国政府伦理办公室（英语：United States Office of Government Ethics）
- 美国人事管理办公室（英语：United States Office of Personnel Management）
  - 应用财务管理中心
  - 人力资源大学（英语：Human Resources University）
  - 人事管理办公室监察长办公室
  - 国家背景调查局（英语：National Background Investigations Bureau）
  - 联邦调查服务处（英语：Federal Investigative Services Division）
  - 联邦行政研究所（英语：Federal Executive Institute）
  - 首席采购官理事会
  - 首席人力资本官理事会
  - 首席财务官理事会
  - 首席信息官理事会
- 美国特别顾问办公室（英语：United States Office of Special Counsel）
- 合规办公室

#### 商业监管机构
- 联邦贸易委员会
  - 联邦贸易委员会监察长办公室
- 美国消费者产品安全委员会
  - 消费者产品安全委员会监察长办公室
- 美国联邦通信委员会
  - 普遍服务基金（英语：Universal Service Fund）
  - 业余无线电爱好者紧急服务（英语：Radio Amateur Civil Emergency Service）
- 联邦住房金融局（英语：Federal Housing Finance Agency）
- 联邦住房金融委员会（英语：Federal Housing Finance Board）
- 美國貿易開發總署（英语：United States Trade and Development Agency）
- 美国国际贸易委员会

#### 政府委员会和联盟
- 全国消防情报委员会（英语：National Fire Information Council）
- 全国暴力侵害妇女咨询委员会（英语：National Advisory Council on Violence Against Women）
- 监察长诚信和效率委员会
- 国际宗教自由委员会
- 退伍军人日全国委员会
- 免疫接种咨询委员会（英语：Advisory Committee on Immunization Practices）
- 对外关系问题咨询委员会
- 私隐和公民自由监督委员会
- 社会保障咨询委员会
- 西北电力规划委员会
- 西北电力与保护理事会
- 太平洋西北电力和自然保护计划委员会
- 国家印地安人博彩委员会（英语：National Indian Gaming Commission）
- 海洋哺乳动物委员会
- 医疗补助和芯片支付和接入委员会
- 候鸟保育委员会
- 密西西比河委员会
- 国家双边医疗保障未来委员会
- 联邦实验室技术转让联盟
- 联邦图书馆和信息中心委员会
- 日美友好委员会
- 财政责任和改革委员会
- 欧洲安全与合作委员会（英语：Commission on Security and Cooperation in Europe）
- 联邦机构间教育委员会
- 联邦机构间统计政策委员会
- 美国纺织品协定执行委员会（英语：Committee for the Implementation of Textile Agreements）
- 联邦有毒植物和异国杂草管理委员会
- 联邦会计准则咨询委员会（英语：Federal Accounting Standards Advisory Board）
- 联邦金融机构考试委员会（英语：Federal Financial Institutions Examination Council）
- 替代争议解决机构间工作组
- 流浪者机构间理事会

#### 教育和广播机构
- 史坦尼斯公共服务中心
- 公共广播公司
  - 公共电视网
  - 全国公共广播电台
- 海伦·凯勒国家中心
- 博物館與圖書館服務署（英语：Institute of Museum and Library Services）
- 美国国际媒体署
  - 美国之音
  - 自由欧洲电台／自由电台
  - 马蒂广播电视台
  - 自由亚洲电台
  - 中东广播网络
  - 国际广播局（英语：International Broadcasting Bureau）
- 国家宪法中心
- 国家艺术基金会（英语：National Endowment for the Arts）
- 国家人文基金会
- 戈德华特奖学金优秀和教育计划
- 詹姆斯·麦迪逊纪念奖学金基金会（英语：James Madison Memorial Fellowship Foundation）
- 哈里·杜鲁门奖学金基金会
- 莫里斯·尤德尔和斯图尔特·尤德尔基金会
- 越南教育基金会

#### 能源和科学机构
- 联邦能源规章委员会（英语：Federal Energy Regulatory Commission）
- 美国国家航空航天局
- 国家科学委员会
  - 国家科学基金会
    - 大气层研究大学公司（英语：University Corporation for Atmospheric Research）
      - 国家大气研究中心（英语：National Center for Atmospheric Research）
- 美国南极洲计划
- 美国北极计划
- 美国核能管理委员会
- 阿拉斯加天然气运输项目联邦协调员办公室（英语：Office of the Federal Coordinator, Alaska Natural Gas Transportation Projects）
- 田纳西河谷管理局
  - 田纳西河谷管理局警察（英语：Tennessee Valley Authority Police）

外商投资机构
- 非洲发展基金会（英语：African Development Foundation）
- 美国进出口银行
- 美洲基金会（英语：Inter-American Foundation）
- 海外私人投资公司（英语：Overseas Private Investment Corporation）

#### 内政机构
- 历史保护咨询委员会（英语：Advisory Council on Historic Preservation）
- 美国国家环境保护局
  - 美国环保局执法与合规保证办公室
- 要塞公园信托（英语：Presidio of San Francisco）
  - 阿巴拉契亚地区委员会（英语：Appalachian Regional Commission）
- 三角洲区域委员会
- 德纳利委员会
- 美国战争遗址委员会
- 美国北极研究委员会（英语：United States Arctic Research Commission）
- 特拉华河流域委员会（英语：Delaware River Basin Commission）
- 萨斯奎汉纳河流域委员会（英语：Susquehanna River Basin Commission）

#### 劳工机构
- 联邦劳工关系局（英语：Federal Labor Relations Authority）
- 联邦调解调停署（英语：Federal Mediation and Conciliation Service (United States)）（Federal Mediation and Conciliation Service；FMCS）
- 聯邦礦安與衛生審查委員會（英语：Federal Mine Safety and Health Review Commission）
- 美国国家劳资关系委员会
- 全国调解委员会（英语：National Mediation Board）
- 职业安全及健康检讨委员会（英语：Occupational Safety and Health Review Commission）
- 化学品安全委员会（英语：Chemical Safety Board）

#### 货币和金融机构
- 商品期货交易委员会
- 国家信合社管理局（英语：National Credit Union Administration）
  - 中央流动贷款（英语：Central Liquidity Facility）
- 联邦储备系统
  - 美联储警察
  - 消费者金融保护局
- 联邦存款保险公司
- 农业信贷管理局（英语：Farm Credit Administration）
- 美国证券交易委员会
- 证券投资者保护公司（英语：Securities Investor Protection Corporation）
- 小企业局（英语：Small Business Administration）

#### 邮政机构
- 美国军邮局（英语：Military Postal Service Agency）
- 邮政管理委员会（英语：Postal Regulatory Commission）
- 美国邮政局（United States Postal Service；USPS）
  - 美国邮政检查局
    - 邮政检查局警察

  - 公民邮票咨询委员会（英语：Citizens' Stamp Advisory Committee）
  - 邮政检查局督察长（英语：Office of Inspector General）办公室
  - 美国集邮局
    - 美国邮票印刷服务局

#### 退休机构
- 联邦退休节俭投资委员会（英语：Federal Retirement Thrift Investment Board）
  - 节俭储蓄计划（英语：Thrift Savings Plan）
- 铁路退休局（英语：Railroad Retirement Board）
- 社会保障局（英语：Social Security Administration）

#### 联邦财产和政府所在地机构
- 法院服务和罪犯监督署（英语：Court Services and Offender Supervision Agency）
- 總務署
  - 联邦系统集成和管理中心（英语：Federal Systems Integration and Management Center）
  - 联邦公民信息中心（英语：Federal Citizen Information Center）
  - 当选总统办公室
- 国家首都规划委员会（英语：National Capital Planning Commission）
- 美国美术委员会

#### 运输机构
- 美国国铁
  - 国家铁路客运公司警察
- 国家运输安全委员会

#### 志愿服务机构
- 国家和社区服务公司（英语：Corporation for National and Community Service）
  - 美国志愿队（英语：AmeriCorps）
    - 美国志愿组织
    - 美国志愿队VISTA（英语：AmeriCorps VISTA）

  - 高级部队（英语：Senior Corps）
  - 学习和服务美国（英语：Learn and Serve America）
  - 全国社区民兵团（英语：National Civilian Community Corps）
  - 美国志愿者服务（英语：Volunteers in Service to America）
  - 美国自由兵团（英语：USA Freedom Corps）
  - 总统自由奖学金项目
  - 总统志愿者服务奖（英语：President's Volunteer Service Award）
- 和平队

### 根据美国宪法第二条第一款设立的独立机构

#### 国防和安全机构
- 中央情报局
  - 中央情报局安全防护局
- 国防核设施安全委员会
- 国内情报局
- 对外情报局
- 国家情报总监办公室
  - 国家情报委员会
  - 美国情报体系
  - 国家反间谍执法办公室（英语：Office of the National Counterintelligence Executive）
  - 智力高级研究项目活动（英语：Intelligence Advanced Research Projects Activity）
- 美国兵役登记

### 根据美国宪法第十四条修正案设立的独立机构

#### 民权机构
- 美国民权委员会（英语：United States Commission on Civil Rights）
- 公平就业机会委员会
- 全国残障委员会（英语：National Council on Disability）

#### 其他公司
- 数字机会投资信托（英语：Digital Opportunity Investment Trust）

#### 联合项目和跨部门机构
- 联合消防科学项目
- 国家机构间消防中心

## 已撤销的独立機構
| 名稱                     | 簡介 |
| ------------------------ | --- |
| 州際商務委員會           | 調節公共運營者，并因而能給予遠接觸指令，如公共運輸的消除歧視。它被解除管制并最終被地上交通運輸委員會取代。                                     |
| 聯邦海事委員會           | 被打算制訂一個商業造船項目以為美國商船隊設計和建造五百艘商業貨船。它也構成了美國海事管理機構。在1950年，它的功能被移交給運輸部內的美國海事局。 |
| 重建金融公司             | 被設計以幫助為在大蕭條期間的計畫融資。它後來為逼近的第二次世界大戰時的國家軍隊集結融資。醜聞導致它在1956年的最終解散。                         |
| 美國核廢料磋商代表辦公室 | 負責放射性廢料的放置和長期存儲。它在1995年被解散。                                                                                             |
| 美國新聞署               | 在1999年被部份合併進國務院。 |

## 附：部分联邦独立机构职责
| 名稱                         | 缩写   | 簡介 |
| ---------------------------- | ------ | --- |
| 中央情報局                   | CIA    | 協議某些政府部門和機構的情報活動；收集、處理并評估涉及國家安全的情報訊息；并做出建議給總統行政辦公室內的國家安全委員會。 |
| 商品期貨交易委員會           | CFTC   | 調控美國商品期貨和期權市場。這個機構保護市場參與者免受操縱、濫用交易行為和作弊。通過有效的監管和規章，商品期貨交易委員會使市場能更好地在國家的經濟中服務他們的重要功能，向機構提供Price discovery和抵消價格風險的手段。 |
| 美國國家環境保護局           | EPA    | 與遍及美國的州及地方政府工作，以控制和減少在空氣和水中的污染，並且處理涉及固體廢物、殺蟲劑、輻射和有毒物質的問題。環保局規定并執行空氣和水質量標準，評估殺蟲劑和化學物質的影響，并管理清理有毒物質地點的超級基金項目。 |
| 美國聯邦選舉委員會           | FEC    | 監視所有聯邦選舉的競選活動籌集資金。委員會監視選舉規則和候選人做出的競選活動捐助報告。 |
| 美國聯邦通信委員會           | FCC    | 負責調控通過無線電、電視、電報、衛星和電纜的州際和國際通信。它許可無線電和電視廣播臺，分配無線電頻率，并執行規章以確保電纜率合理。聯邦通信委員會調控公共運營者，如電話和電報公司，以及無線電信服務提供者。 |
| 美國聯邦儲備系統管理者委員會 | Fed    | 是聯邦儲備系統，美國的中央銀行的治理機構。它靠影響國家的信貸和流通貨幣量引導國家的貨幣政策。聯邦儲備調控私立銀行機構，工作以控制金融市場中的系統性風險，并提供某些金融服務給美國政府、公眾和金融機構。 |
| 聯邦貿易委員會               | FTC    | 執行聯邦反托拉斯和消費者保護法律，調查由消費者、商業機構、國會質詢或媒體中的報告發起的針對個別公司的陳訴。委員會靠消除不公平或欺騙性行為尋找以確保國家的市場功能競爭性。 |
| 總務署                       | GSA    | 負責聯邦財產、建築和設備的採購、供應、行動和保持，以及剩餘項目的出售。總務署也管理聯邦機動車隊并監視電信中心和兒童看護中心。 |
| 美國太空總署                 | NASA   | 於1958年建立，運作美國空間項目。它把第一個美國衛星和航天員放置在軌道中，并且它在1969年發射使人類登上月球的阿波羅太空飛船。今天，國家航空和航天局引導地球軌道衛星和行星際探測器的研究，探索先進航天技術中的新概念，并運作美國載人空間穿梭軌道飛行器隊伍。 |
| 美國國際宗教自由委員會       | USCIRF | 一個跨党派的独立运作机构，其主要职能是监督觀察世界各国的宗教自由现况、是否有违反宗教自由的情況，於每年7月發佈《年度国际宗教自由报告》，並向美国总统、美国国务院、美国国会提出政策建议。 |
| 國家檔案和記錄管理局         | NARA   | 靠監視所有聯邦記錄的管理保存國家的歷史。國家檔案的保持包括原文材料、提案圖片膠捲、聲音和影像記錄、地圖，還有圖片和電腦數據。獨立宣言、美國憲法被保存并陳列在華盛頓哥倫比亞特區的國家檔案館。 |
| 國家勞動關係委員會           | NLRB   | 管理主要的United States labor law，National Labor Relations Act。委員會被授權防止或彌補不公平的勞動作為，并保護雇員通過選舉組織和確定是否有工會作為他們的商談代表的權利。 |
| 國家科學基金會               | NSF    | 通過被授予大學、學院和非盈利的和小商業機構的發放、合同和其它協議支持在美國的科學和工程學基本的研究和教育。國家科學基金會鼓勵大學、工業和政府之間的合作，並且它通過科學和工程學促進國際合作。 |
| 美國國家運輸安全委員會       | NTSB   | 調查在美國的所有商業航空事故，和某些主要的鐵路和其它事故。 |
| 人事管理辦公室               |        | 是聯邦政府的人力資源機構。它確保國家的公務員隊伍保持不受政治影響，以及聯邦雇員被公平地和基於優點挑選和對待。人事管理辦公室為機構幫助人事服務和政策領導能力，並且它管理聯邦雇員退休系統（Federal employees retirement system）和衛生保險項目。 |
| 和平隊                       |        | 於1961年建立，培訓和安置志願者以服務外國兩年。和平部隊志願者現在在74個國家工作，協助農業－鄉村發展、小商業、衛生、自然資源保護和教育。 |
| 小商業局                     |        | 於1953年創建，建議、協助和保護小商業的利益。小商業局擔保貸款給小商業，援助洪水和其它自然災害的受害者，促進少數民族擁有的企業的成長，并幫助保護小商業合同以供應貨物和服務給聯邦政府。 |
| 兵役體系                     |        | 是一個以在美國軍事兵役法案下的常設授權運作的獨立的聯邦機構。它不是國防部的一部份；然而，如果它由國會或總統在一次全國危機中指揮，它存在以靠未受訓練的兵員或有專業衛生照護技能的人員服務軍隊的緊急情況兵員需要。它的法定任務也包括管理一個選擇性服役項目，在為被歸類為有良心的反對者的人的兵役場所。                                                             |
| 社会保障署                   | SSA    | 管理國家的社會保險項目，由退休金、殘障金和生存金構成。為有資格領取這些補助金，大多數美國人在他們的收入上支付社會保障稅；未來的補助金基於雇員的繳費。社保局是美國衛生及公共服務部的一部份，直到1990年代早期。1994年後成為獨立機構。 |
| 美國證券交易委員會           | SEC    | 被設立以保護購買股票和債券的投資者。聯邦法律要求計畫靠銷售它們自己的證券募集資金的公司向證交委提交關於它們的業務的報告，這樣投資者有看到所有資料訊息的通路。委員會有權制止或懲罰證券銷售中的欺詐行為，并被授權調節證券交易。 |
| 美國國際開發署               | USAID  | 管理美國在發展中世界，以及在中部和東部歐洲和前蘇聯的新獨立國家的外國經濟和人道主義援助項目。這個機構在四個領域——人口和衛生、寬範圍的經濟增長、環境和民主支持項目。 |
| 美國國際貿易委員會           | USITC  | 提供貿易專門知識給政府的立法和行政分支，確定進口對美國產業的影響，并指導針對某些不公平貿易行為，如專利、商標和版權侵害的行動。 |
| 美國郵政局                   | USPS   | 被法律明確為聯邦政府的一個「獨立機構」，在1971年取代內閣級別的郵政部。郵政局負責郵件的收集、運輸和發送，和遍及國家的數千個地方郵政局的業務。它也通過萬國郵政聯盟和與外國的其它協議提供國際郵件服務。也在1971年被創立，并在2006年12月被制定的郵政責任和增進法案下被加強的一個獨立的郵政規章委員會，作為郵政費率委員會，提供對美國郵政局的活動範圍內的規章監察。 |
| 聯邦退休節儉投資委員會       |        | 是較小的行政分支機構之一，只有超過100名雇員。它被設立以管理向聯邦雇員提供機會以為額外的退休保障儲蓄的Thrift Savings Plan。節儉儲蓄計畫是一個與私營部門401(k)計畫相似的被明確為緩徵稅的計畫。 |
| 聯邦能源規章委員會           |        | 是對州際電力銷售、批發電力價格、水電許可、天然氣定價和石油管線價格有裁判權的美國聯邦機構。聯邦能源規章委員會也檢查和授權液化天然氣終端、州際天然氣管線和非聯邦水力項目。 |
| 美國核能管理委員會           | NRC    | 是美國政府機關，致力於美國境內與原子能（即核能）相關的管理工作。1974年因美國的能源重組法案生效而產生，並從美國原子能委員會中獨立出來。1975年1月19日，NRC正式獨立工作。工作主要在三方面：核反應爐，核原料，核廢料。NRC主要監督管理這三方面的安全、運作、許可證頒發、更新。                                                                                      |

## 外部連結
- 來自白宮網站的獨立機構列表
- 規章網（页面存档备份，存于）

## 参見
- 獨立監管機構（英语：Regulatory agency）
- 美國聯邦機構列表